# منتخب جزر كوك لسباعيات الرغبي
منتخب جزر كوك لسباعيات الرغبي (بالإنجليزية: Cook Islands national rugby sevens team)‏ هو ممثل جزر كوك الرسمي في المنافسات الدولية في سباعيات الرغبي
.